# Марковська Лілія Тихонівна
Лілія Тихонівна Марковська (нар. 4 жовтня 1938, село Хорли, тепер Каланчацького району Херсонської області) — українська радянська діячка, новатор виробництва, прядильниця Херсонського бавовняного комбінату Херсонської області. Член Ревізійної Комісії КПУ в 1976—1981 р. Кандидат у члени ЦК КПУ в 1981—1986 р.

## Біографія
У 1960—1980-х рр. — прядильниця Херсонського ордена Леніна бавовняного комбінату Херсонської області.
Член КПРС з 1961 року.
Потім — на пенсії у місті Херсоні.

## Нагороди
- ордени
- медалі
- лауреат Державної премії Української РСР за видатні досягнення в праці (1981)